# 纳瓦斯德奥罗
纳瓦斯德奥罗，是西班牙卡斯蒂利亚-莱昂塞戈维亚省的一个市镇。 总面积62平方公里，总人口1465人（2001年），人口密度24人/平方公里。